# Juan Bennett Urrutia
Juan Bennett Urrutia (1947-2022)[cita requerida] fue un ingeniero civil industrial y funcionario público chileno, que se desempeñó como director de diversos organismos públicos del Gobierno de Chile.

## Estudios
Realizó sus estudios superiores en la carrera de ingeniería civil en la Pontificia Universidad Católica de Chile (PUC).

## Carrera pública
Durante la dictadura militar del general Augusto Pinochet fue nombrado como director del Registro Civil, cargo que ejerció entre febrero de 1980 y junio de 1982. Tras dejar esa función, encabezó empresas de servicios informáticos en Chile y el resto de Latinoamérica. En el año 1992 fundó la firma Agrícola Cerrillos de Tamaya, de la cual fue su gerente general hasta 2007.
Posteriormente, entre 2000 y 2006 ocupó los puestos de decano de la Facultad de Ingeniería de la Universidad Andrés Bello y de la Facultad de Ingeniería de la Universidad San Sebastián.
En julio de 2010 fue propuesto por el gobierno del presidente Sebastián Piñera para ejercer la titularidad del Instituto de Previsión Social (IPS), luego de la renuncia de Labibe Yuhma. Asumió esa labor de forma provisional y transitoria (PyT), el 16 de agosto de ese año, renunciando el 26 de agosto de 2011. En septiembre del año siguiente retornó al gobierno al ser nombrado como director subrogante del Servicio Nacional de Capacitación y Empleo (Sence), desempeñándose hasta el fin de la administración en marzo de 2014.
Con la llegada de Sebastián Piñera por segunda vez a la presidencia de la República en 2018, trabajó en la Dirección de Presupuestos (Dipres) del Ministerio de Hacienda.

## Controversias
Debido su gestión a cargo del Registro Civil, en 2011 fue acusado por la Comisión de Derechos Humanos de la Cámara de Diputados, de haber apoyado a agentes de la Central Nacional de Informaciones (CNI) —la policía política y represiva del régimen de Pinochet—, con la entrega de pasaportes y cédulas de identidad falsos.
Asimismo, en su gestión del Instituto de Previsión Social, fue cuestionado por el despido injustificado de personal del organismo con más de dieciocho años de servicio.